# Ehrenfried Walther von Tschirnhaus
Ehrenfried Walther von Tschirnhaus, né à Kieslingswalde, près de Görlitz, le 10 avril 1651 et mort à Dresde le 11 octobre 1708, est un mathématicien et physicien allemand.

## Biographie

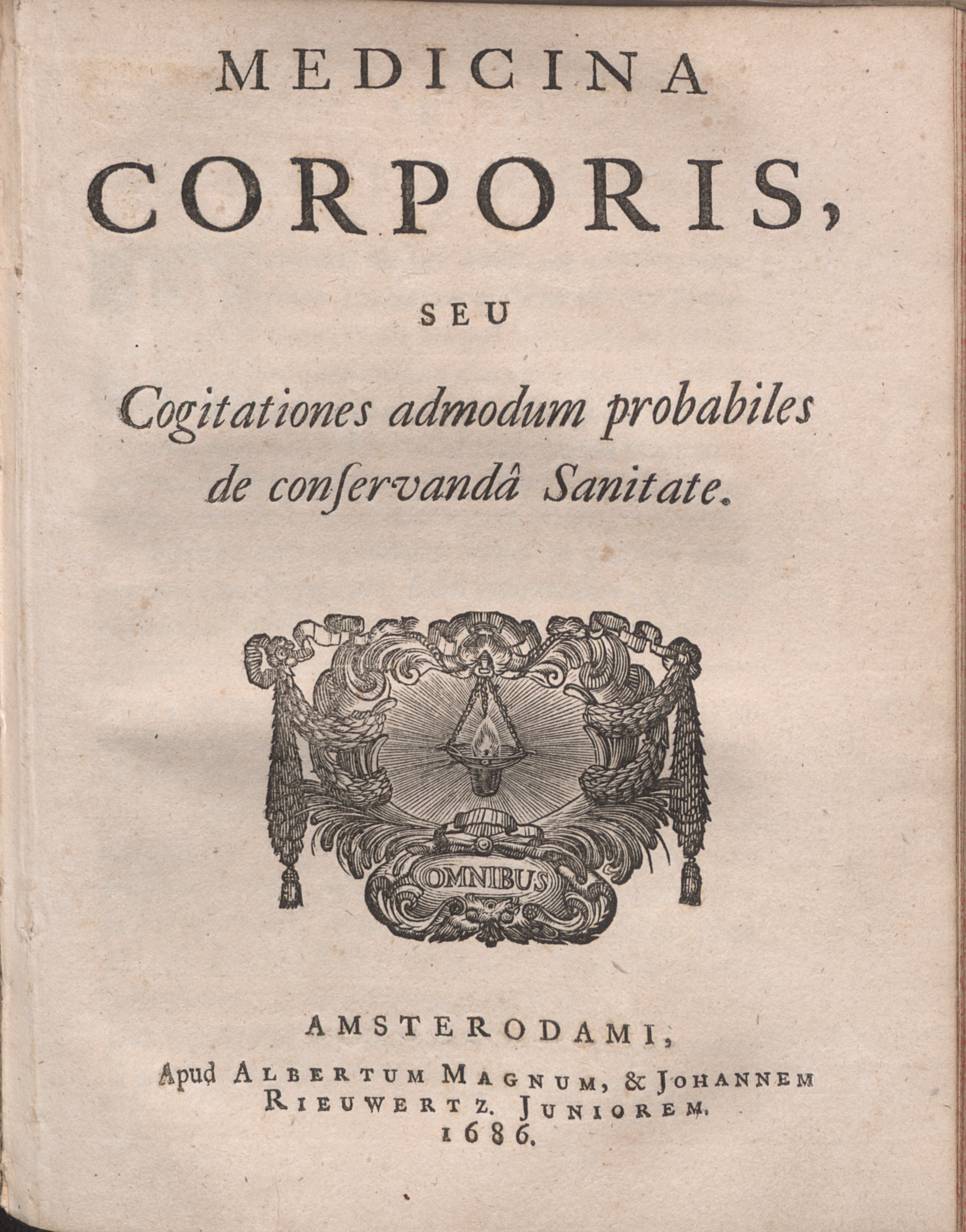
Medicina corporis, 1686

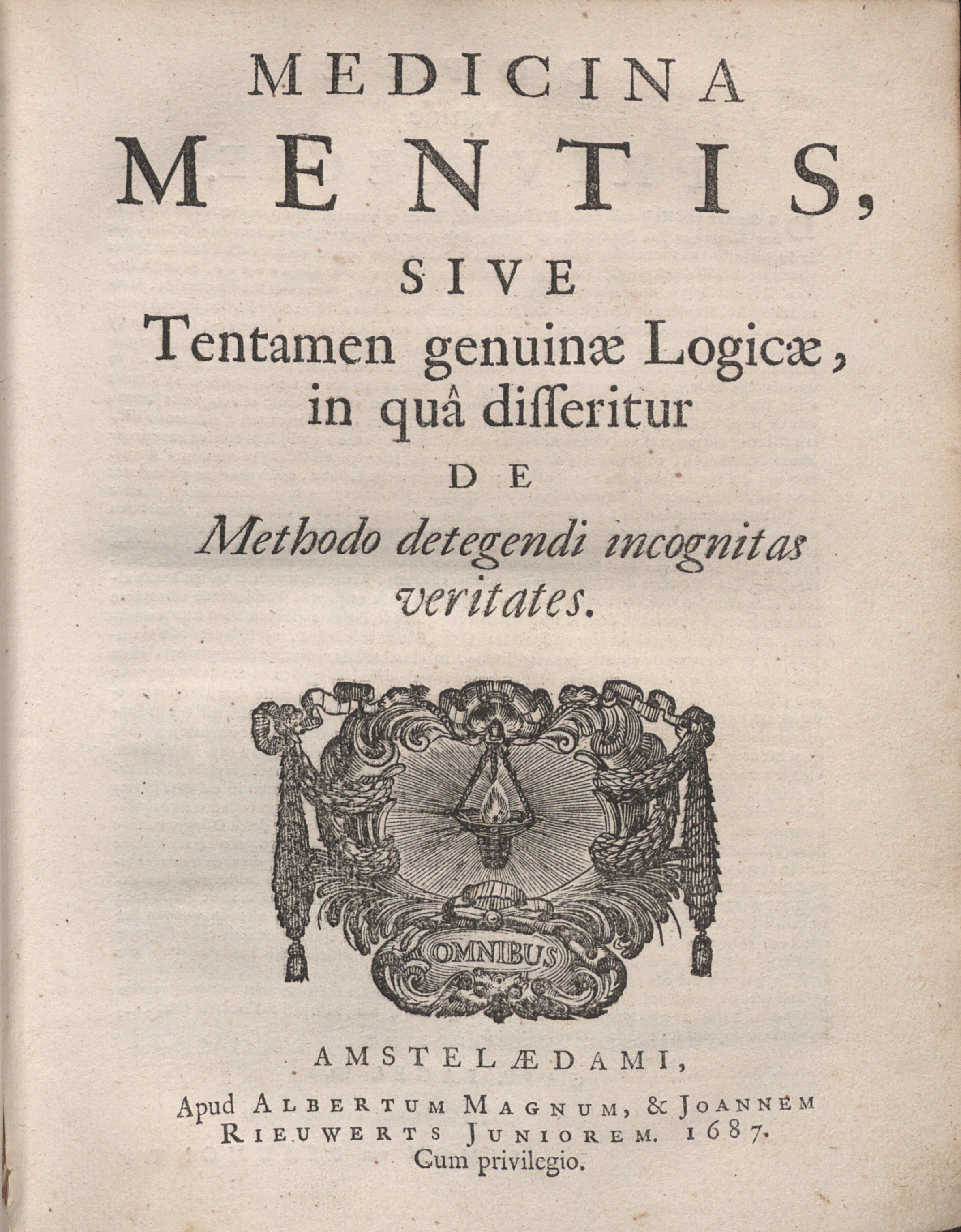
Medicina mentis, 1687

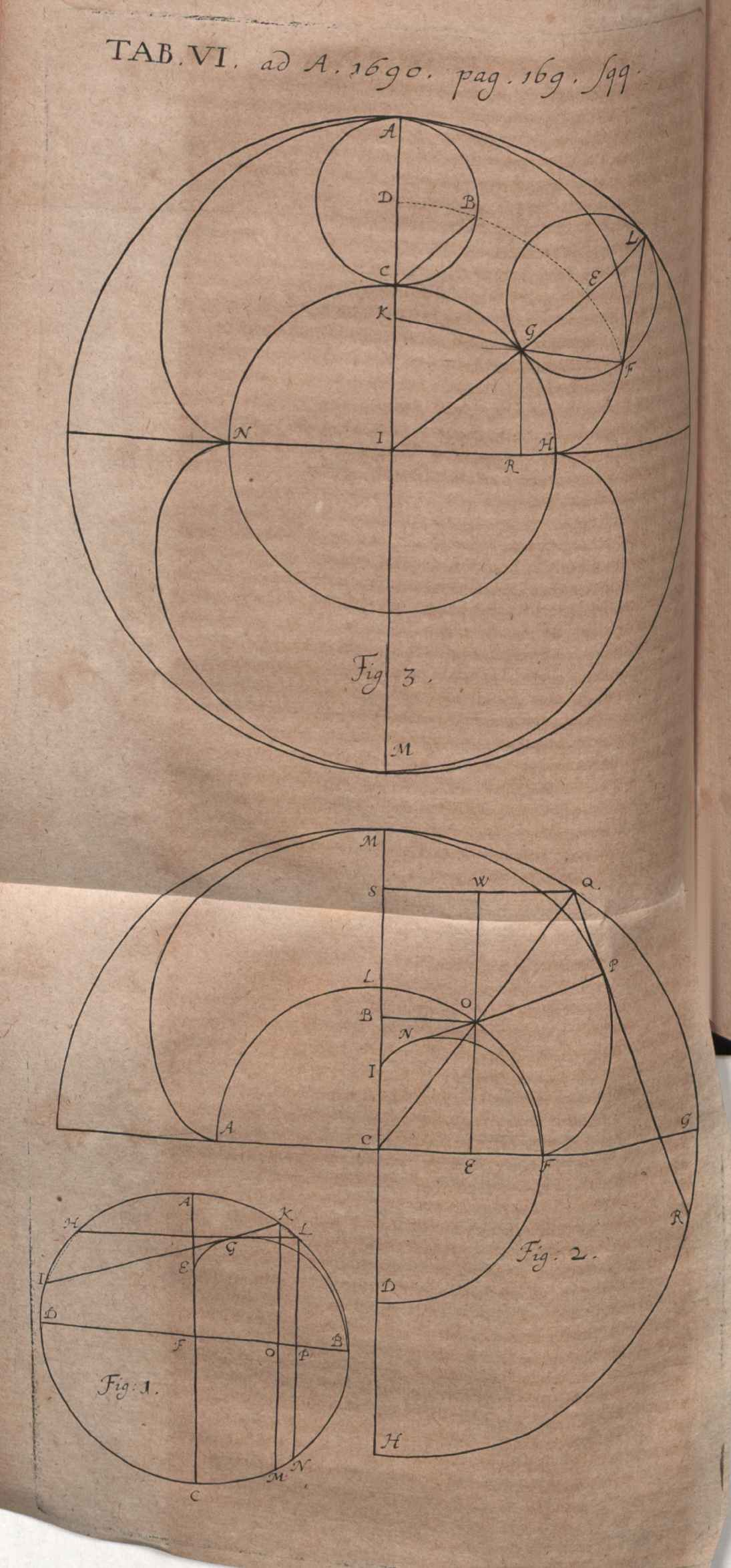
Acta Eruditorum, 1690

Physicien et géomètre né dans une famille noble et riche, il servit en 1672 contre la France, puis voyagea aux Pays-Bas, où il complétait ses études à l'université de Leyde, en Angleterre, en Italie, en Sicile, et en Allemagne.
Il vint quatre fois à Paris, et y fut nommé membre associé de l'Académie des sciences. 
Il perfectionna les instruments d'optique, établit de superbes verreries en Saxe.
Il fabriqua un verre de lunette convexe des deux côtés, qui avait 32 pieds (10 mètres 70) de foyer et 1 pied (33 cm) de diamètre, et des verres brûlants d'une grande puissance, dits Caustiques de Tschirnhausen.
On lui doit aussi la découverte, avec l'alchimiste Johann Friedrich Böttger, d'une porcelaine semblable à celle de la Chine. 
Outre des Mémoires, dans le recueil de l'Académie des sciences, il a laissé quelques ouvrages, dont les plus estimés sont : 
- Medicina corporis, Amsterdam, 1686 ;
- Medicina mentis, Amsterdam, 1687. Ce dernier est un traité de logique spécialement destiné à former des géomètres.

Il a développé une métaphysique post-spinoziste. Maxime Rovère fait de ses travaux sur la porcelaine le signal où se reconnaît la fin des ambitions spirituelles et religieuses de la Raison Moderne.

## Traductions
- Médecine de l'esprit ou préceptes généraux de l'art de découvrir. Introduction, traduction, notes et appendices par Jean-Paul Wurtz, Paris: Ophrys, 1980.

## Orthographe du nom
L'orthographe du nom a principalement oscillé entre la finale en -haus et celle en -hausen : alors que les deux livres de Tschirnhaus qu'on peut trouver sur Gallica sont sans nom d'auteur, on trouve -haus dans le livre de L'Hôpital (1696), dans les Éloges de Fontenelle (1699) mais -hausen dans l'Encyclopédie de Diderot-D'Alembert et dans le traité d'algèbre, en allemand, de Heinrich Weber (1895). Actuellement, la finale -haus est plus usitée mais, d'après la base bibliographique de l'American Mathematical Society, c'est d'une courte tête (59/44) dans les articles récents de mathématique.

## Mémoires de l'Académie royale des sciences
- M. de Tschirnausen, dans Table générale des matières contenues dans l'« Histoire » et dans les « Mémoires de l'Académie royale des sciences », par la Compagnie des libraires, Paris, 1734, tome 1, Années 1666-1698, p. 353 [lire en ligne]
- M. de Tschirnausen, dans Table générale des matières contenues dans l'« Histoire » et dans les « Mémoires de l'Académie royale des sciences », par la Compagnie des libraires, Paris, 1729, tome 2, Années 1666-1698, p. 617-618 [lire en ligne]